# Šakhtinsk
Šakhtinsk (in kazako Шахтинск) è una città del Kazakistan, situata nella Regione di Karaganda.